# Димов, Димитр
Димитр Тодоров Димов (болг. Димитър Тодоров Димов, 25 июня 1909, Ловеч, Болгария — 1 апреля 1966, Бухарест, Румыния) — болгарский писатель, прозаик и драматург.
Родился 25 июня 1909 года в городе Ловеч, Болгария. Первый роман — «Поручик Бенц» — был опубликован в 1938 году. Автор романа-эпопеи «Табак» об истории социалистического движения в Болгарии 1930-х годов, антифашистского романа «Осужденные души», нескольких пьес. Председатель Союза болгарских писателей с 1964 по 1966 г. Лауреат Димитровской премии (1952), заслуженный деятель культуры Болгарии (1963). В его честь названы несколько школ.
Умер 1 апреля 1966 г. в городе Бухарест, Румыния.